# Liste der Kulturdenkmäler in Oedelsheim
Die folgende Liste enthält die in der Denkmaltopographie ausgewiesenen Kulturdenkmäler auf dem Gebiet des Ortsteils Oedelsheim der Gemeinde Wesertal, Landkreis Kassel, Hessen.
Hinweis: Die Reihenfolge der Denkmäler in dieser Liste orientiert sich an der Anschrift, alternativ ist sie auch nach der Bezeichnung oder der Bauzeit sortierbar.
Kulturdenkmäler werden fortlaufend im Denkmalverzeichnis des Landes Hessen durch das Landesamt für Denkmalpflege Hessen auf Basis des Hessischen Denkmalschutzgesetzes (HDSchG) geführt. Die Schutzwürdigkeit eines Kulturdenkmals hängt nicht von der Eintragung in das Denkmalverzeichnis des Landes Hessen oder der Veröffentlichung in der Denkmaltopographie ab.

## Oedelsheim

### Innerhalb der Gesamtanlage
| Bild                                    | Bezeichnung                                     | Lage | Beschreibung | Bauzeit | Daten |
| --------------------------------------- | ----------------------------------------------- | --- | ------------ | ------- | ----- |
| Bild gesucht BW                         | Gesamtanlage Oedelsheim                         | Alte Weserstraße 1–17, 2–18, 22; Am Mühlenland 2; Bremer Straße 3, 5, 4–14; Fährstraße; Göttinger Straße 1–11, 2–10; Kampstraße; Mündener Straße 1–21, 2–14; Oberdorfstraße 1–19, 2–24 Lage |              |         |       |
| weitere Bilder                          | Evangelische Pfarrkirche                        | Bremer Straße 1 Lage |              |         |       |
| Bild gesucht BW                         | Bauernhaus Bremer Straße 3                      | Bremer Straße 3 Lage |              |         |       |
| Bild gesucht BW                         | Fachwerkhaus Bremer Straße 4                    | Bremer Straße 4 Lage |              |         |       |
| Bild gesucht BW                         | Ständerbau Bremer Straße 5                      | Bremer Straße 5 Lage |              |         |       |
| Bild gesucht BW                         | Hofanlage Bremer Straße 6                       | Bremer Straße 6 Lage |              |         |       |
| Bild gesucht BW                         | Ständerbau Bremer Straße 8                      | Bremer Straße 8 Lage |              |         |       |
| Bild gesucht BW                         | Fachwerkhaus Bremer Straße 10                   | Bremer Straße 10 Lage |              |         |       |
| Bild gesucht BW                         | Längsdielenhaus Bremer Straße 12                | Bremer Straße 12 Lage |              |         |       |
| Bild gesucht BW                         | Fachwerkhaus Am Renntrog (63) (Friedhofsweg)    | Bremer Straße 14 LageFlur: 10, Flurstück: 2 |              |         |       |
| Bild gesucht BW                         | Gartenpavillon Bremer Straße 20                 | Bremer Straße 20 Lage |              |         |       |
| Bild gesucht BW                         | Spritzenhaus                                    | Fährstraße 1 Lage |              |         |       |
| Bild gesucht BW                         | Längsdielenhaus Fährstraße 3                    | Fährstraße 3 Lage |              |         |       |
| Bild gesucht BW                         | Fachwerkwohnhaus Fährstraße 5                   | Fährstraße 5 Lage |              |         |       |
| Bild gesucht BW                         | Ehemaliges Wohnwirtschaftsgebäude Fährstraße 10 | Fährstraße 10 Lage |              |         |       |
| Rähmbau Göttinger Straße 1              | Rähmbau Göttinger Straße 1                      | Göttinger Straße 1 Lage |              |         |       |
| Bild gesucht BW                         | Ständerbau Göttinger Straße 2                   | Göttinger Straße 6 Lage |              |         |       |
| Bild gesucht BW                         | Fachwerkhaus Göttinger Straße 8                 | Göttinger Straße 8 Lage |              |         |       |
| Bild gesucht BW                         | Ehemaliges Längsdielenhaus Kampstraße 2         | Kampstraße 2 Lage |              |         |       |
| Bild gesucht BW                         | Wohnhaus Kampstraße 6                           | Kampstraße 6 Lage |              |         |       |
| Bild gesucht BW                         | Fachwerkhaus Kampstraße 7                       | Kampstraße 7 Lage |              |         |       |
| Bild gesucht BW                         | Eckhaus Kampstraße 8                            | Kampstraße 8 Lage |              |         |       |
| Bild gesucht BW                         | Wohnhaus Kampstraße 9                           | Kampstraße 9 Lage |              |         |       |
| weitere Bilder                          | Längsdielenhaus Kampstraße 11                   | Kampstraße 11 Lage |              |         |       |
| weitere Bilder                          | Wohnhaus Kampstraße 12                          | Kampstraße 12 Lage |              |         |       |
| Bild gesucht BW                         | Wohnhaus Kampstraße 13                          | Kampstraße 13 Lage |              |         |       |
| weitere Bilder                          | Ständerbau Kampstraße 14                        | Kampstraße 14 Lage |              |         |       |
| weitere Bilder                          | Gebäudegruppe Kampstraße 16                     | Kampstraße 16 Lage |              |         |       |
| weitere Bilder                          | Fachwerkhaus Kampstraße 18                      | Kampstraße 18 Lage |              |         |       |
| Bild gesucht BW                         | Ständerbau Kampstraße 19                        | Kampstraße 19 Lage |              |         |       |
| Bild gesucht BW                         | Rähmbau Mündener Straße 4                       | Mündener Straße 4 Lage |              |         |       |
| Bild gesucht BW                         | Querdielenhaus Mündener Straße 7                | Mündener Straße 7 Lage |              |         |       |
| Bild gesucht BW                         | Unterstallhaus Mündener Straße 9                | Mündener Straße 9 Lage |              |         |       |
| Bild gesucht BW                         | Wohnhaus Mündener Straße 14                     | Mündener Straße 14 Lage |              |         |       |
| Bild gesucht BW                         | Fachwerkhaus Mündener Straße 15                 | Mündener Straße 15 Lage |              |         |       |
| Bild gesucht BW                         | Fachwerkhaus Mündener Straße 17                 | Mündener Straße 17 Lage |              |         |       |
| Bild gesucht BW                         | Flurquerdielenhaus Mündener Straße 21           | Mündener Straße 21 Lage |              |         |       |
| Bild gesucht BW                         | Fachwerkhaus Oberdorfstraße 6 und 8             | Oberdorfstraße 6 und 8 Lage |              |         |       |
| Bild gesucht BW                         | Fachwerkhaus Oberdorfstraße 12                  | Oberdorfstraße 12 Lage |              |         |       |
| weitere Bilder                          | Fachwerkhaus Oberdorfstraße 13 und 15           | Oberdorfstraße 13 und 15 Lage |              |         |       |
| Bild gesucht BW                         | Fachwerkhaus Oberdorfstraße 14 und 16           | Oberdorfstraße 14 und 16 Lage |              |         |       |
| Bild gesucht BW                         | Fachwerkhaus Oberdorfstraße 18                  | Oberdorfstraße 18 Lage |              |         |       |
| Direkt Bild zu diesem Denkmal hochladen | Fachwerkhaus Oberdorfstraße                     | Oberdorfstraße (98) Flur: 10, Flurstück: 55/2 |              |         |       |
| Bild gesucht BW                         | Neue Mühle                                      | Oberdorfstraße 97 Lage |              |         |       |
| Bild gesucht BW                         | Ständerbau Weserstraße 1                        | Weserstraße 1 Lage |              |         |       |
| Bild gesucht BW                         | Fachwerkwohnhaus Weserstraße 2                  | Weserstraße 2 Lage |              |         |       |
| Bild gesucht BW                         | Fachwerkrähmbaus Weserstraße 4                  | Weserstraße 4 Lage |              |         |       |
| Bild gesucht BW                         | Wohnhaus Weserstraße 7                          | Weserstraße 7 Lage |              |         |       |
| weitere Bilder                          | Bauernhaus Weserstraße 8                        | Weserstraße 8 Lage |              |         |       |
| Bild gesucht BW                         | Bauernhof Weserstraße 9                         | Weserstraße 9 Lage |              |         |       |
| Bild gesucht BW                         | Wohnhaus Weserstraße 10                         | Weserstraße 10 Lage |              |         |       |
| Bild gesucht BW                         | Fachwerkhaus Weserstraße 11                     | Weserstraße 11 Lage |              |         |       |
| weitere Bilder                          | Fachwerkhaus Weserstraße 12                     | Weserstraße 12 Lage |              |         |       |
| Bild gesucht BW                         | Fachwerkhaus Weserstraße 14                     | Weserstraße 14 Lage |              |         |       |
| Bild gesucht BW                         | Bauernhaus Weserstraße 15                       | Weserstraße 15 Lage |              |         |       |
| Bild gesucht BW                         | Erntennenhaus Weserstraße 16                    | Weserstraße 16 Lage |              |         |       |
| weitere Bilder                          | Fachwerkhaus Weserstraße 18                     | Weserstraße 18 Lage |              |         |       |

### Außerhalb der Gesamtanlage
| Bild            | Bezeichnung                          | Lage                     | Beschreibung | Bauzeit | Daten |
| --------------- | ------------------------------------ | ------------------------ | ------------ | ------- | ----- |
| Bild gesucht BW | Villa Bremer Straße 22               | Bremer Straße 22 Lage    |              |         |       |
| Bild gesucht BW | Wohnhaus Bremer Straße 26            | Bremer Straße 26 Lage    |              |         |       |
| Bild gesucht BW | Wohngebäude Göttinger Straße 12      | Göttinger Straße 12 Lage |              |         |       |
| Bild gesucht BW | Villa Göttinger Straße 19            | Göttinger Straße 19 Lage |              |         |       |
| Bild gesucht BW | Wohnhaus Göttinger Straße 21         | Göttinger Straße 21 Lage |              |         |       |
| Bild gesucht BW | Fachwerkwohnhaus Göttinger Straße 22 | Göttinger Straße 22 Lage |              |         |       |
| Bild gesucht BW | Wohnhaus Göttinger Straße 40         | Göttinger Straße 40 Lage |              |         |       |
| Bild gesucht BW | Hausgruppe Goldene Aue 4             | Goldene Aue 4 Lage       |              |         |       |
| Bild gesucht BW | Landhaus Mündener Straße 23          | Mündener Straße 23 Lage  |              |         |       |